# Fen River District
Fen River District är ett distrikt i Liberia.   Det ligger i regionen River Cess County, i den centrala delen av landet, 150 km sydost om huvudstaden Monrovia.